# Зонґо (кратер)
Зонґо (англ. Zongo) — марсіанський метеоритний кратер на півночі квадрангла Argyre. 46.83 км у поперечнику. Назву затверджено на честь міста Зонґо, що в Демократичній Республіці Конго.